# Plus belle la vie, encore plus belle
Production
Diffusion
Chronologie
Plus belle la vie
Plus belle la vie, encore plus belle est un feuilleton télévisé français créé par Mariem Hamidat, Toma Leroux et Thomas Fecchio, diffusé depuis le 8 janvier 2024 à 14 h 00 sur TF1, et à 20 h 30 sur TFX. Il s'agit de la suite directe de Plus belle la vie, diffusé entre 2004 et 2022 sur France 3.
Il met en scène la suite du quotidien des habitants du quartier fictif du Mistral, à Marseille, désormais disparu.

## Synopsis
Le quartier du Mistral est inhabitable depuis l'effondrement de plusieurs de ses bâtiments survenu le 24 janvier 2023. Un an après le drame, Thomas et son demi-frère Kilian cherchent à prendre un nouveau départ en lançant avec Barbara un bar-restaurant, « Le Mistral », à quelques rues de l'ancienne place du même nom. Gabriel, Léa et Babeth ont ouvert un cabinet médical en face du nouveau Mistral. Mirta et Yolande vivent désormais à la « Résidence Massalia » où elles occupent la fonction de concierge, tandis que Luna, de nouveau célibataire, travaille en partenariat avec Blanche à la création d'une association pour venir en aide aux femmes. Patrick, Jean-Paul et Ariane sont quant à eux sous les ordres d'une nouvelle commissaire, Meïline Liao.
Le feuilleton met en scène jour après jour le quotidien des différents personnages et de leur entourage, avec leurs joies, tracas et chagrins personnels et l’évolution des amours et des amitiés, ainsi que des intrigues policières impliquant les habitants, et qui constituent généralement les intrigues principales de la série.

## Distribution
Plusieurs acteurs emblématiques de Plus belle la vie ont accepté de rejouer leur personnage, aux côtés de nouveaux venus, que ce soit en tant qu'acteurs principaux ou en tant qu'invités.

### Acteurs principaux
| Acteur               | Personnage                       | Présence à l'écran |
| -------------------- | -------------------------------- | ------------------ |
| Sylvie Flepp         | Mirta Torres                     | saison 1 -         |
| Cécilia Hornus       | Blanche Marci                    | saison 1 -         |
| Anne Décis           | Luna Torres                      | saison 1 -         |
| Laurent Kérusoré     | Thomas Marci                     | saison 1 -         |
| Stéphane Henon       | Jean-Paul Boher                  | saison 1 -         |
| Léa François         | Barbara Évenot                   | saison 1 -         |
| Joakim Latzko        | Gabriel Riva                     | saison 1 -         |
| Marie Hennerez       | Léa Nebout                       | saison 1 -         |
| Marie Réache         | Babeth Nebout                    | saison 1 -         |
| Jérôme Bertin        | Patrick Nebout                   | saison 1 -         |
| Élisabeth Commelin   | Yolande Sandré                   | saison 1 -         |
| Lola Marois          | Ariane Hersant                   | saison 1 -         |
| Ella Philippe        | Nisma Bailly                     | saison 1 -         |
| Tim Rousseau         | Kilian Corcel                    | saisons 1 - 2      |
| Val Duclaux          | Jules Langlois                   | saison 1 -         |
| Johanna Boyer        | Aya Konaté                       | saison 1 -         |
| Moon Dailly          | Meïline Liao                     | saison 1           |
| Florian Abboud       | Steve Brudet                     | saison 1 -         |
| Iñaki Lartigue       | Samuel Gayet                     | saisons 1 - 2      |
| Diane Dassigny       | Jennifer Maseron / Ambre Castain | saison 1 -         |
| Jade Pradin          | Morgane Tanguy                   | saison 1 -         |
| Agathe de La Boulaye | Vanessa Kepler / Corinne Lantier | saison 1 -         |
| Morgane Frioux       | Ophélie Kepler / Colombine Vavin | saison 1 -         |
| Jérémy Charvet       | Ulysse Kepler                    | saison 1 -         |
| Zoé Fiacre-Laïb      | Apolline Deboisier               | saison 1 -         |
| Manon Chevallier     | Zoé Hersant                      | saison 1 -         |

### Autres acteurs récurrents
| Acteur                        | Personnage                        | Présence à l'écran |
| ----------------------------- | --------------------------------- | ------------------ |
| David Baiot                   | Djawad Sangha                     | saison 1 -         |
| Agathe Dodemant               | Lucie Boher                       | saison 1 -         |
| Régis Maynard                 | Éric Norman                       | saison 1 -         |
| Haron Espinosa                | Raphaël Nebout                    | saison 1 -         |
| Carla Squarcini               | Aurore Boher                      | saison 1 -         |
| Nathalie Mann                 | Juge Anne-Élisabeth Colbert       | saison 1 -         |
| Arthur et Sacha Priouret-Chay | Yaël Fedala-Évenot                | saison 1 -         |
| Guillaume Faure               | Louis Robbie                      | saison 1 -         |
| Justine Assaf                 | Charlotte Dubois                  | saison 1 -         |
| Faradj Vaziri                 | Bahram Nassiri                    | saison 1 -         |
| Léo Mazo                      | Vadim Liotat                      | saison 1 -         |
| Habib Gino Guabintani         | Idriss Salem alias Idriss Zeroual | saison 2 -         |

## Production

### Fiche technique
Sauf indication contraire, les informations mentionnées dans cette section peuvent être confirmées par les bases de données cinématographiques IMDb et Allociné,  présentes dans la section « Liens externes ».
- Titre original : Plus belle la vie, encore plus belle
- Création : une série créée par Mariem Hamidat, Toma Leroux et Thomas Fecchio, adaptée de la série Plus belle la vie créée par Hubert Besson, Michelle Podroznik, Bénédicte Achard, Georges Desmouceaux, Magaly Richard-Serrano et Olivier Szulzynger
- Écriture : Mariem Hamidat, Toma Leroux, Thomas Fecchio, Christiane Lebrima
- Réalisation : Claire de La Rochefoucauld, Christophe Reichert, Philippe Dajoux, Pascal Heylbroeck, Lionel Smila, Sébastien Pourcel, Marion Lallier, Virginie Lovisone, Nicolas Herdt, Sara Prim, Nicolas Viegeolat, Sandrine Cohen, Liam Engle, Nicolas Vray, Olivier Chapelle, Thierry Peythieu et Élodie Jauffret.
- Direction de la photographie : Aurélien Devaux, Florent Ginestet, Antoine Valay
- Musique : Plus belle la vie, Yvan Coriat, Elisabeth Rosso, Mam's, Bertrand Richard
- Production : Clémentine Planchon, Thierry Machari
- Société de production : Plus Belle Prod, Newen
- Société de distribution : TF1
- Pays d'origine :  France
- Langue originale : français
- Format : couleur
- Genre : drame, soap opera
- Durée : 20 minutes

### Tournage
Le 16 juillet 2023, Ara Aprikian, le directeur des programmes de TF1, annonce le retour de Plus belle la vie dans le quotidien Le Figaro. La reprise des tournages démarre le vendredi 20 octobre 2023, à raison d'un épisode par jour, pour une diffusion en janvier 2024.
Les scènes se déroulant en extérieur sont tournées à Marseille et Allauch,. L'équipe s'installe à Allauch une semaine par mois. Les scènes intérieures sont tournées aux studios de la Belle de Mai à Marseille, mais l'intégralité des décors a été recréée. L'inauguration des studios a eu lieu le 11 octobre 2023 en présence notamment de la ministre de la Culture, Rima Abdul Malak et du PDG de TF1, Rodolphe Belmer .
En parallèle de l'interruption de diffusion estivale entre le 29 juillet 2024 et le 9 août 2024 (en raison des Jeux olympiques d'été de 2024 à Paris)[réf. nécessaire], le tournage est interrompu du 29 juillet 2024 au 20 août 2024. C'est la première fois de la série que le tournage est interrompu pour une pause estivale.

### Diffusion
- France sur TF1 vers 14 h 00, juste après le Journal de 13 heures et la météo, à partir du 8 janvier 2024, rediffusé sur TFX à 20 h 30, et sur TF1+ à partir du 8 janvier 2024 (deux épisodes d'avance).
- Suisse sur RTS Un à 11 h 45 à partir du 8 janvier 2024 (avec un épisode d'avance sur TF1)[9].
- Belgique sur RTL TVI à 16 h 50 à partir du 7 janvier 2024 (avec un épisode d'avance sur TF1)[10].

### Générique
La musique du générique de début reste la même que celle de la série originale, Plus belle la vie, composée par Yvan Coriat, Elisabeth Rosso, Mam's, Bertrand Richard. La version utilisée est la dernière, interprétée depuis septembre 2020 par Demusmaker et Romy Teissedre.
À l'instar des deux dernières saisons de Plus belle la vie, le générique de fin n'a pas de musique, et montre simplement une image de la ville de Marseille, qui change cinq fois. Le générique de l'épisode 134 fait figure d'exception, avec une vue de la mer.
La diffusion est interrompue entre le 29 juillet 2024 et le 9 août 2024 en raison des Jeux olympiques d'été de 2024 à Paris[réf. nécessaire], expliquant l'étalement  de l'une des intrigues sur une durée plus longue qu'à l'accoutumée. La diffusion est également interrompue pendant les fêtes de fin d'année, entre le 23 décembre 2024 et le 3 janvier 2025[réf. nécessaire].

## Univers de la série

### Lien avec l'actualité
Fidèle à l'ADN de la série originelle, Plus belle la vie, encore plus belle suit l'actualité au jour le jour, et aborde successivement la Saint-Valentin, l'arrivée de la flamme olympique à Marseille ,, la journée mondiale sans tabac, la fête des voisins, la fête de la musique, ou encore la journée internationale pour l'élimination de la violence à l'égard des femmes . Une séquence de l'épisode 251 du 21 janvier 2025 fait la promotion de la soirée spéciale dédiée aux 50 ans de TF1, diffusée sur la chaîne le soir-même.
Certains épisodes sont également bouleversés avec l'ajout d'une séquence tournée à la dernière minute, comme par exemple une scène sur l'inscription de l'IVG dans la Constitution dans l'épisode 45 du 8 mars 2024, pour la journée des droits des femmes , ou encore un hommage à Jean-Claude Gaudin, ancien maire de Marseille, dans l'épisode 98 du 22 mai 2024, un hommage à Françoise Hardy dans l'épisode 114 du 14 juin 2024, et un hommage à Alain Delon dans l'épisode 153 du 22 août 2024.

## Produits dérivés

### Documentaires
Comme ce fut le cas pour Plus belle la vie sur France 3, des documentaires consacrés au feuilleton sont proposés.
Ainsi, le 20 janvier est proposé sur TF1 et sur TF1+ le documentaire Plus belle la vie, encore plus belle : le doc évènement qui dure 45 minutes sur TF1 et 1 heure et 30 minutes dans une version rallongée pour TFX.
TF1+ propose parallèlement des documentaires inédits sur sa plateforme :
1. Dans les coulisses des deux premiers jours de tournage (19 minutes, 08 janvier 2024)[23] ;
2. Dans les coulisses du retour de Betty Solano (20 minutes, 29 avril 2024)[24] ;
3. Dans les coulisses de la tentative d'assassinat de Thomas (19 minutes, 29 juillet 2024)[25] ;
4. Dans les coulisses du tournage de la soirée Halloween (18 minutes, 4 novembre 2024)[26] ;
5. Dans les coulisses du retour d'Emma et Baptiste (16 minutes, 2 décembre 2024)[27].
6. Dans les coulisses des 1 an de la série (20 minutes, 29 janvier 2025)[28].

### Podcasts
En mai 2024, un podcast de six épisodes intitulé Fan Fatal, proposé par le magazine Diverto, retrace la genèse de la série.

### Théâtre
En novembre 2023, il est indiqué que le retour de la série s'accompagne d'une pièce de théâtre inédite, Plus belle la vie en scène (Robin Production) .

### Visites guidées
Durant les mois de juillet, août, septembre, octobre 2024 et janvier 2025, des visites guidées sont organisées afin de faire découvrir les lieux de tournage extérieurs via un circuit touristique à Allauch (Bouches-du-Rhône) ,,. Les visites guidées reprennent en mai et juin 2025.

## Audiences
Le programme rassemble en moyenne 2,3 millions de téléspectateurs sur TF1, et environ 500 000 téléspectateurs sur TFX. En moyenne, 600 000 personnes regardent les épisodes en streaming sur la plateforme TF1+.

### Records
Le premier jour, le 8 janvier 2024, la diffusion sur TF1 a été suivie par 2 990 000 téléspectateurs, représentant 29,0 % de la part de marché sur l’ensemble du public et 44,3 % de la part de marché sur les FRDA-50. À J+7, le premier épisode enregistre près de 4 000 000 téléspectateurs (incluant le replay sur TF1+ et la rediffusion sur TFX), soit 32 % de PDA, et touchant plus de 50 % des FRDA-50.
L'épisode du mercredi 22 mai 2024 réalise un record historique à J+7 sur les FRDA-50, avec 55 % de part d'audience sur cette cible (et 2 300 000 téléspectateurs, 28,0 % de part de marché)[réf. nécessaire].
L'épisode du jour, rediffusé quotidiennement sur TFX, réalise sa meilleure audience le 28 mars 2024 en réunissant 537 000 téléspectateurs (2,6 % du public). Ce record est battu le 29 avril 2024 avec 600 000 téléspectateurs (2,9 % du public) . Puis il est battu le 16 juillet 2024, avec 647 000 téléspectateurs, soit 3,5 % du public (record en nombre de téléspectateurs et en part de marché).

## Réception critique
La série obtient la note moyenne de 7,5/10 sur l'IMDb, et 3,3/5 sur Allociné.